# Marguerite Typ BO
Der Marguerite Typ BO war ein Personenwagen. 

## Hersteller und Bauzeit
Das französische Unternehmen Société A. Marguerite aus Courbevoie begann etwa 1922 mit der Produktion von Automobilen. Der Marguerite Typ BO war das zweite Modell des Herstellers. Die Produktion fand ab etwa 1923 statt und endete etwa 1926. Zur gleichen Zeit entstanden die Modelle Typ B, Typ BO 5 und Typ BO 7.

## Fahrzeug
Beim Fahrgestell handelte es sich um ein konventionelles Fahrgestell mit Frontmotor und Hinterradantrieb. Für den Antrieb sorgte ein Vierzylinder-Einbaumotor von Chapuis-Dornier mit 1095 cm³ Hubraum und SV-Ventilsteuerung. Die Fahrzeuge entstanden als offene Zweisitzer. 

## Nachfolger
Das Modell wurde ohne Nachfolger eingestellt.

## Lieferung von kompletten Fahrzeugen an andere Unternehmen
Automobiles Madou hat fünf Exemplare dieses Modells von Marguerite komplett übernommen und als Madou verkauft.